# Карбонизация (органическая химия)
Карбонизация (от лат. carbo — уголь) в органической химии — процесс преобразования органического вещества, связанный с его обогащением углеродом. Карбонизация может быть как естественной — под воздействием природных факторов, так и искусственной, достигаемой в результате технического процесса.

## Естественная карбонизация

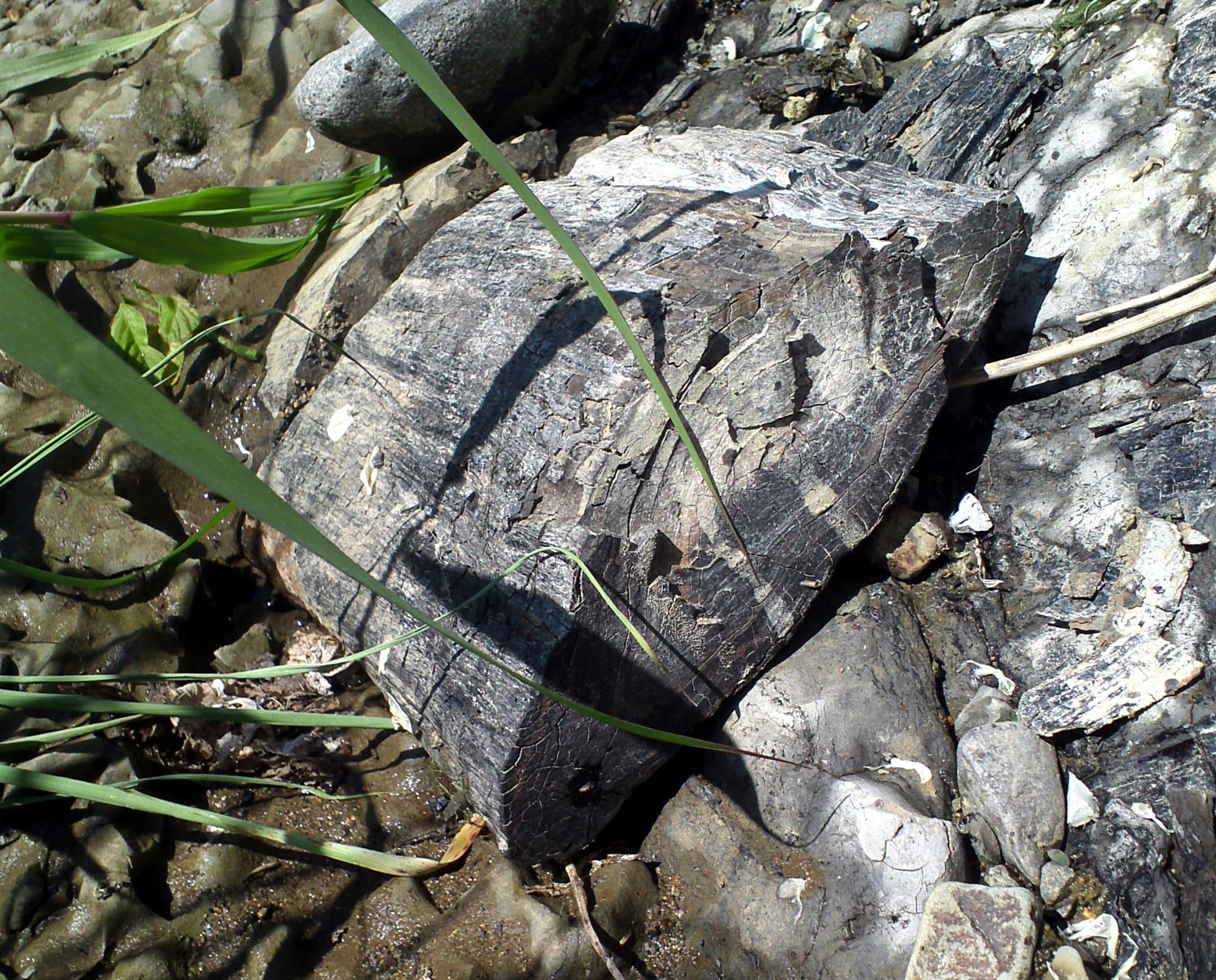
Карбонизированное дерево

Естественная карбонизация представляет собой форму фоссилизации ископаемых органических останков. Естественная карбонизация углей имеет место при углефикации, но не является синонимом этого термина, охватывающего более широкий спектр процессов. Большая часть природных углей сформировалась из растительных останков в каменноугольный период, после чего дальнейший процесс прекратился из-за того, что составляющий основу древесины лигнин стал разрушаться грибком белой гнили прежде, чем создавались условия для карбонизации.

## Искусственная карбонизация
Искусственная карбонизация происходит при коксовании и других пирогенетических процессах. Среди процессов, подразумевающих карбонизацию органического вещества, также можно назвать обжиг. Стадии процесса искусственной карбонизации включают разрушение неароматических молекул; циклизацию — формирование более устойчивых ароматических молекул с боковыми цепями, которые в свою очередь разрушаются или циклизуются; конденсацию с образованием полициклических ароматических систем; и дальнейшее дегидрирование и конденсацию полициклических систем.
Открытый Фридрихом Бергиусом процесс гидротермальной карбонизации воспроизводит в ускоренном виде процесс образования ископаемых углей. В результате гидротермальной карбонизации в течение суток или меньше при температуре порядка +200 °C, давлении 20 бар и добавлении катализатора биомасса превращается в так называемый биоуголь.